# Saint-Christophe-d'Allier

Saint-Christophe-d'Allier este o comună în departamentul Haute-Loire, Franța. În 2009 avea o populație de 110 de locuitori.